# Villa Sigmundt
La Villa Sigmundt si trova a Trieste, in Via Rossetti ai civici 44 e 46.

## Storia
Villa Sigmundt fu progettata da Giovanni Andrea Berlam nel 1861 su commissione di Edmund Sigmundt, ricco mercante triestino di spugne.
Costruita nel rione di Chiadino, è rimasta immutata dalla sua inaugurazione.